# 고탄다역
고탄다역(일본어: 五反田駅、ごたんだえき)은 일본 도쿄도 시나가와구에 있는 동일본 여객철도, 도쿄 급행 전철과 도쿄도 교통국의 철도역이다.

## 역 구조

### 동일본 여객철도
1면 2선의 섬식 승강장이 있는 고가역이다. 급곡선 상에 위치하고 있으며, 역의 밑으로는 국도 제1호선이 지나간다.
| 1 | 야마노테 선 | 시나가와 · 도쿄 · 우에노 방면     |
| 2 | 야마노테 선 | 시부야 · 신주쿠 · 이케부쿠로 방면 |

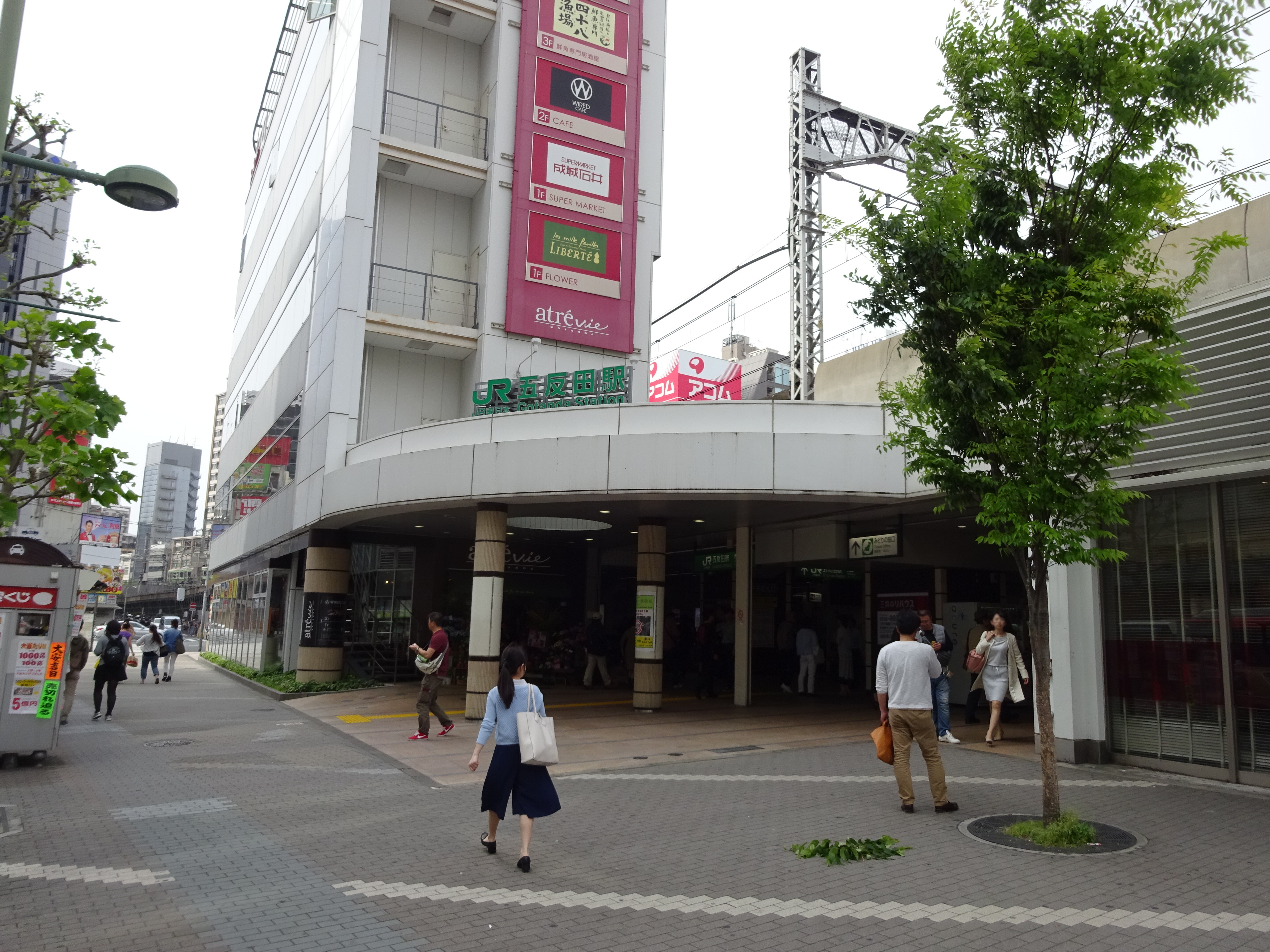
서쪽 출구 (2016년 5월)
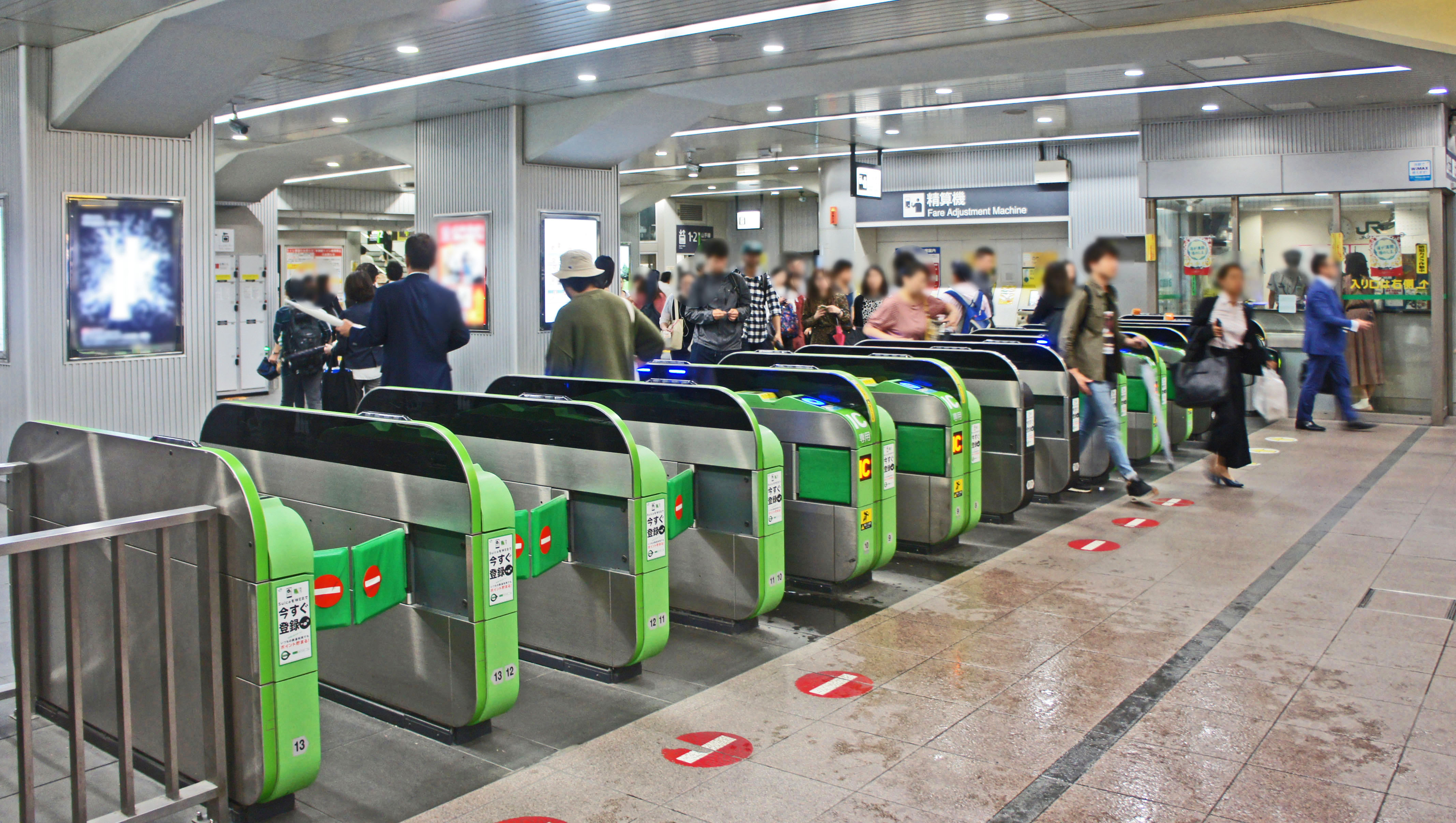
중앙 개찰구 (2019년 9월)
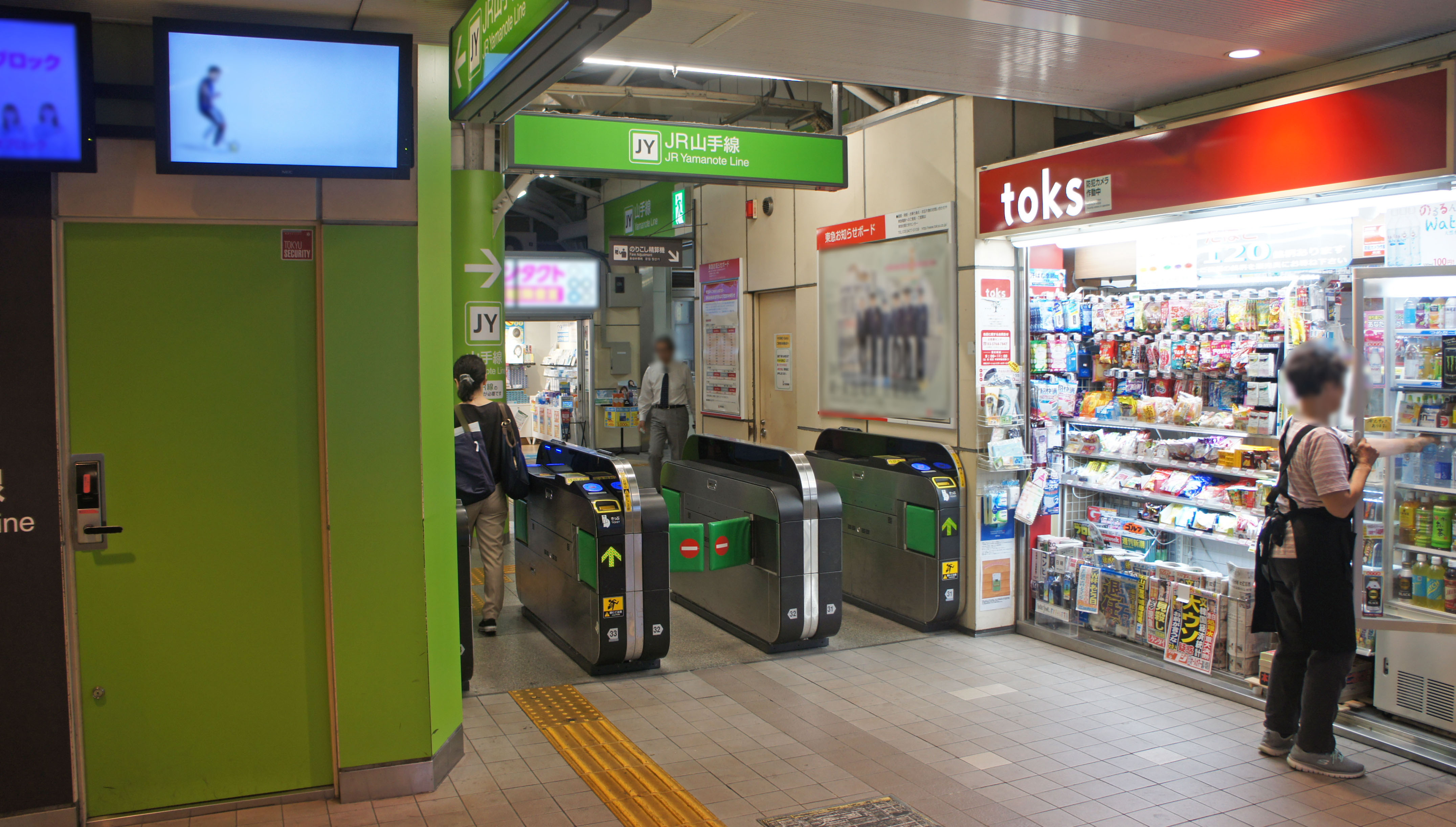
도큐 고탄다 빌딩 출구 개찰구 (2019년 9월)
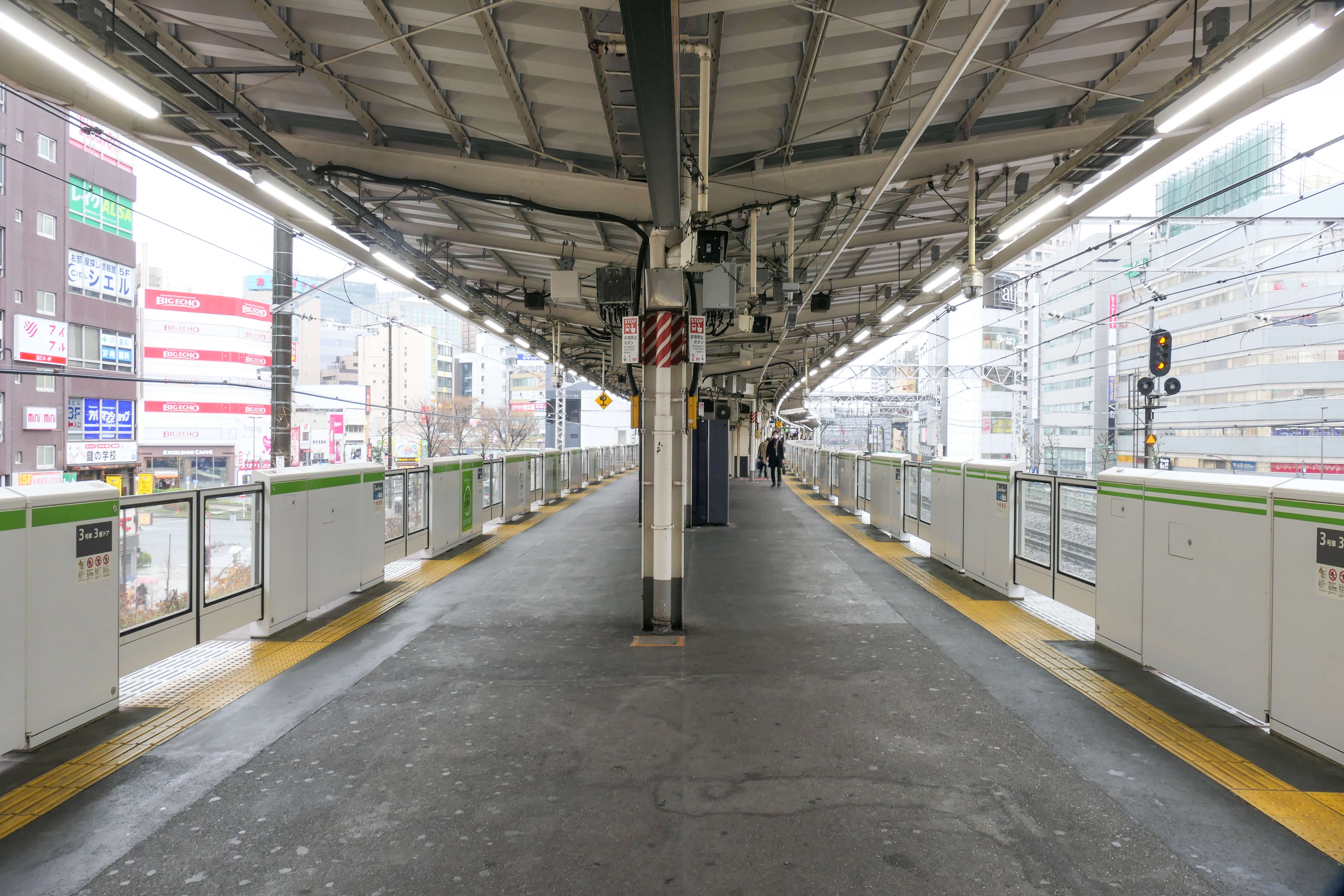
승강장 (2023년 3월)
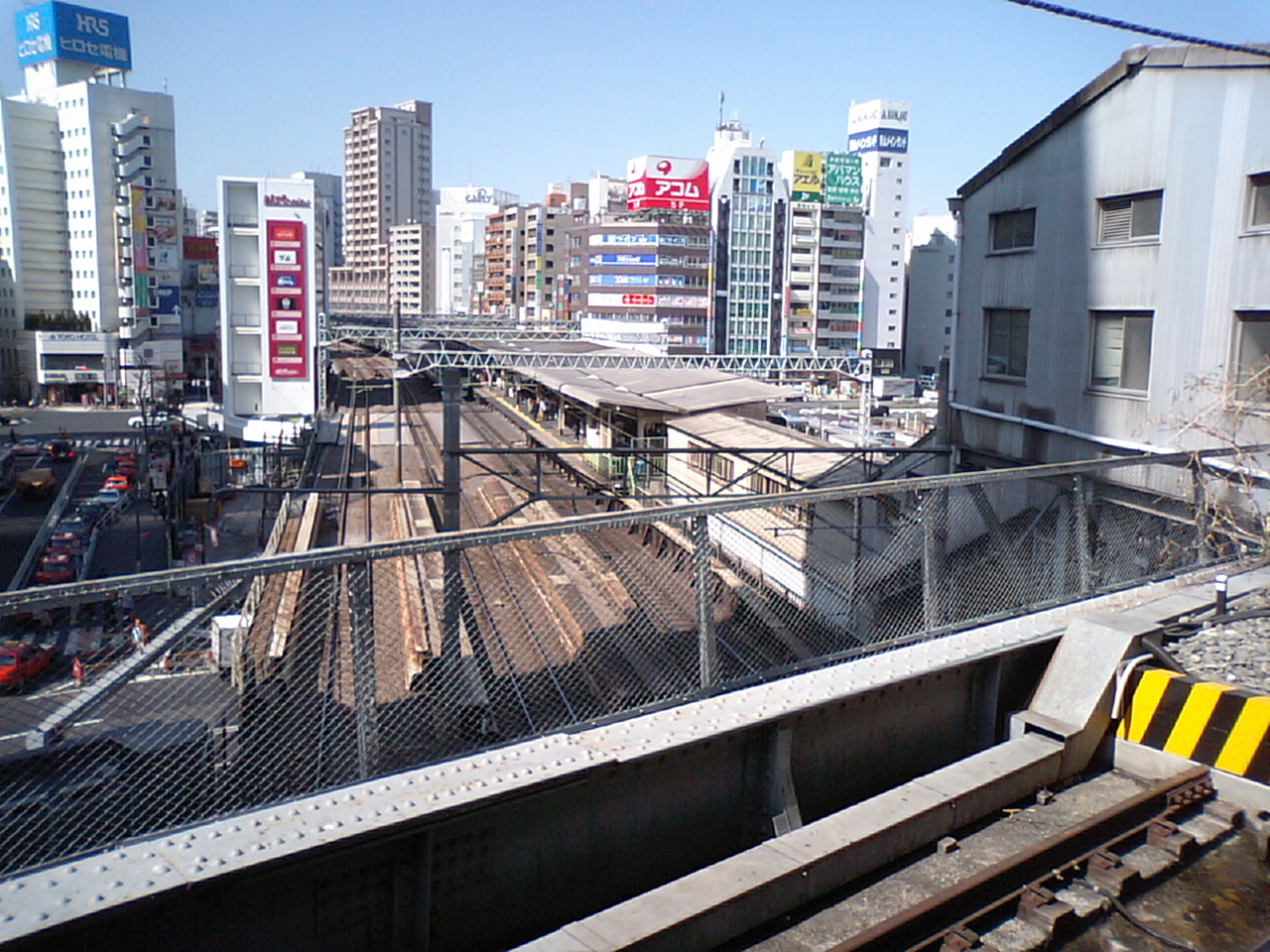
이케가미선에서 본 JR 고탄다역
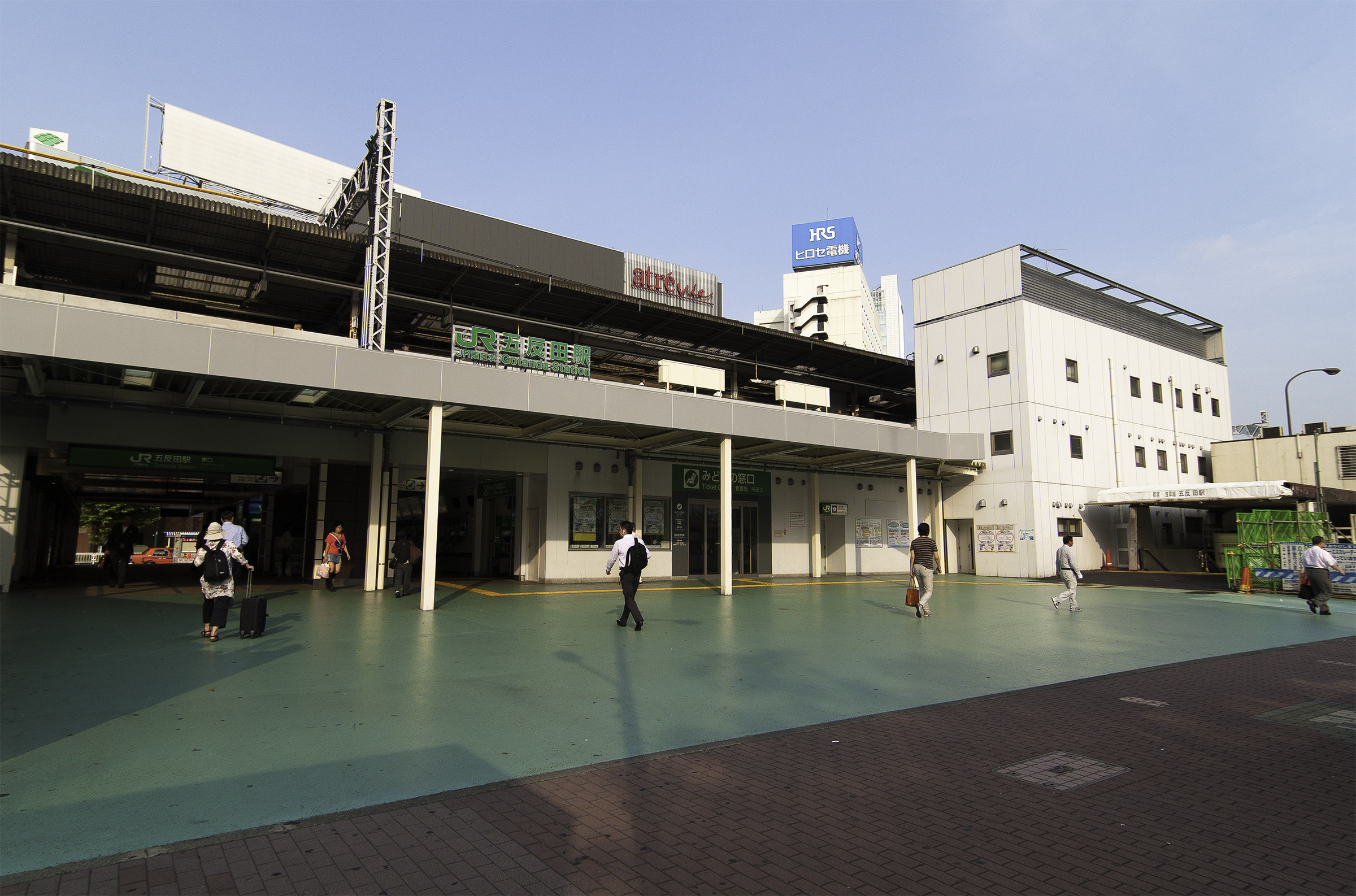
이전의 JR 동쪽 출구와 도에이 지하철 출입구 (2010년 8월)

### 도쿄 급행 전철
1면 2선의 섬식 승강장이 있는 고가역으로, 야마노테 선의 고가보다 더 위에 위치하고 있다. 역 빌딩인 도큐 고탄다 빌딩과 일체화된 역사를 가지고 있다. 야마노테 선과의 환승 통로가 계단으로만 되어 있어, 현재 개량 공사를 실시하고 있다.
원래 이케가미 선은 오사키히로코지 역을 종점으로 해서 야마노테 선의 고탄다 역과 도보 연락하는 형태를 가지고 있었다가 이 역까지 연장되었던 탓에 고탄다 - 오사키히로코지 간의 역간 거리가 0.3km로 굉장히 짧다.
| 1・2 | 이케가미 선 | 하타노다이 · 유키가야오쓰카 · 가마타 방면 |

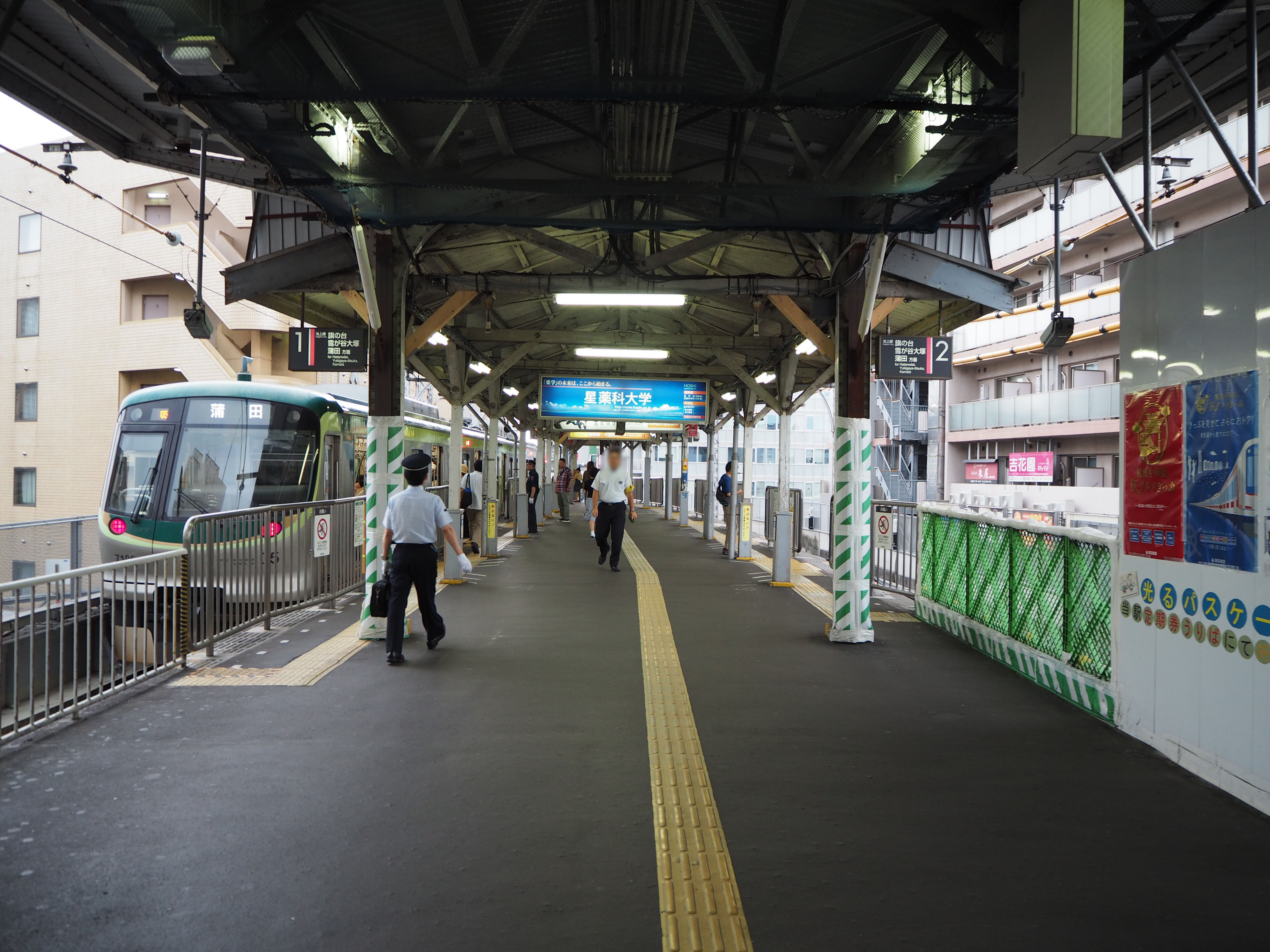
도큐 이케가미선 승강장 (2016년 7월)

### 도쿄도 교통국
1면 2선의 섬식 승강장이 있는 지하역이다.
| 1 | 아사쿠사 선 | 니시마고메 방면                                        |
| 2 | 아사쿠사 선 | 센가쿠지 · 오시아게 · 나리타쿠코 · 인바니혼이다이 방면 |

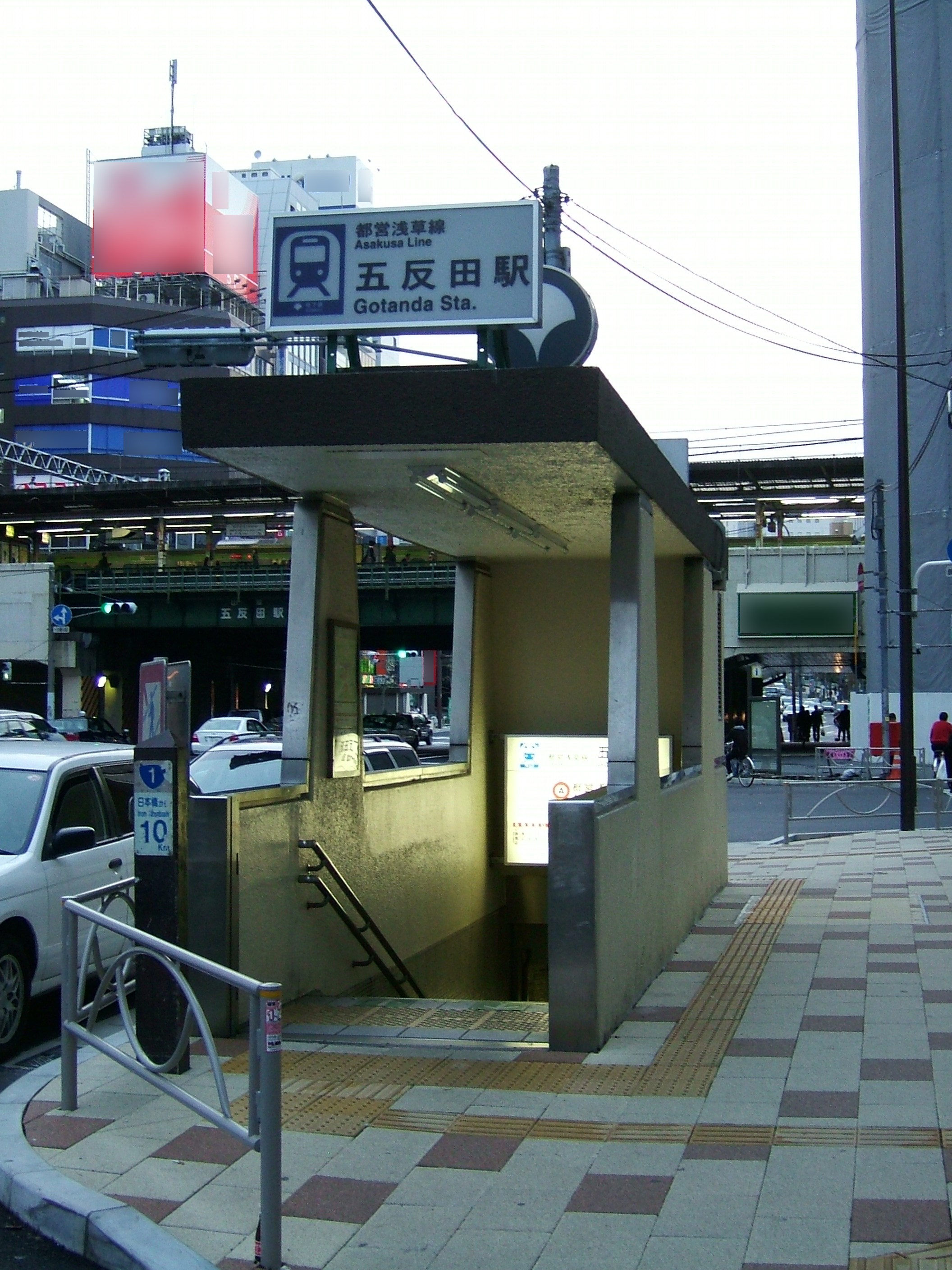
아사쿠사선 A1번 출입구
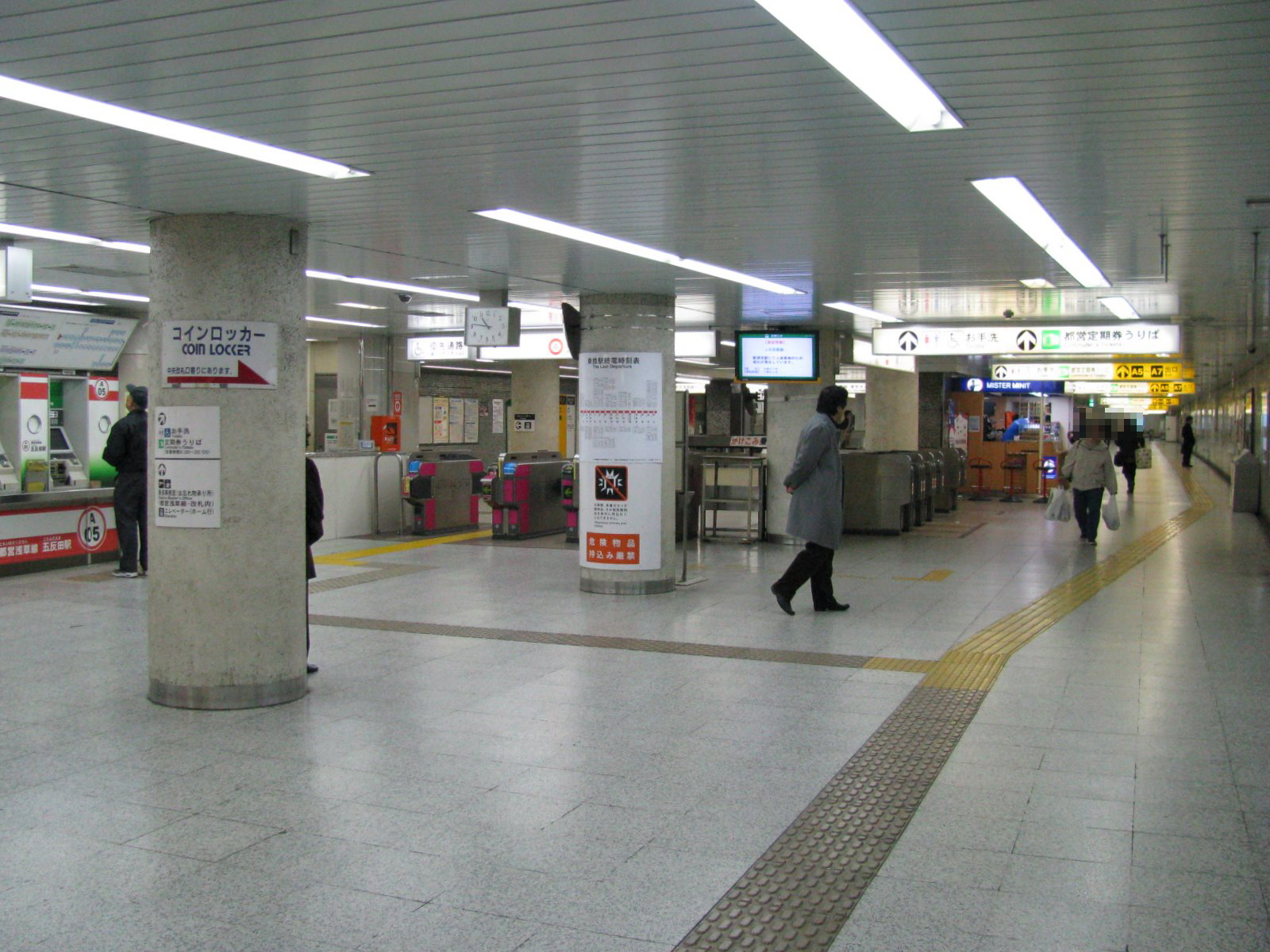
개찰구(2007년 12월)
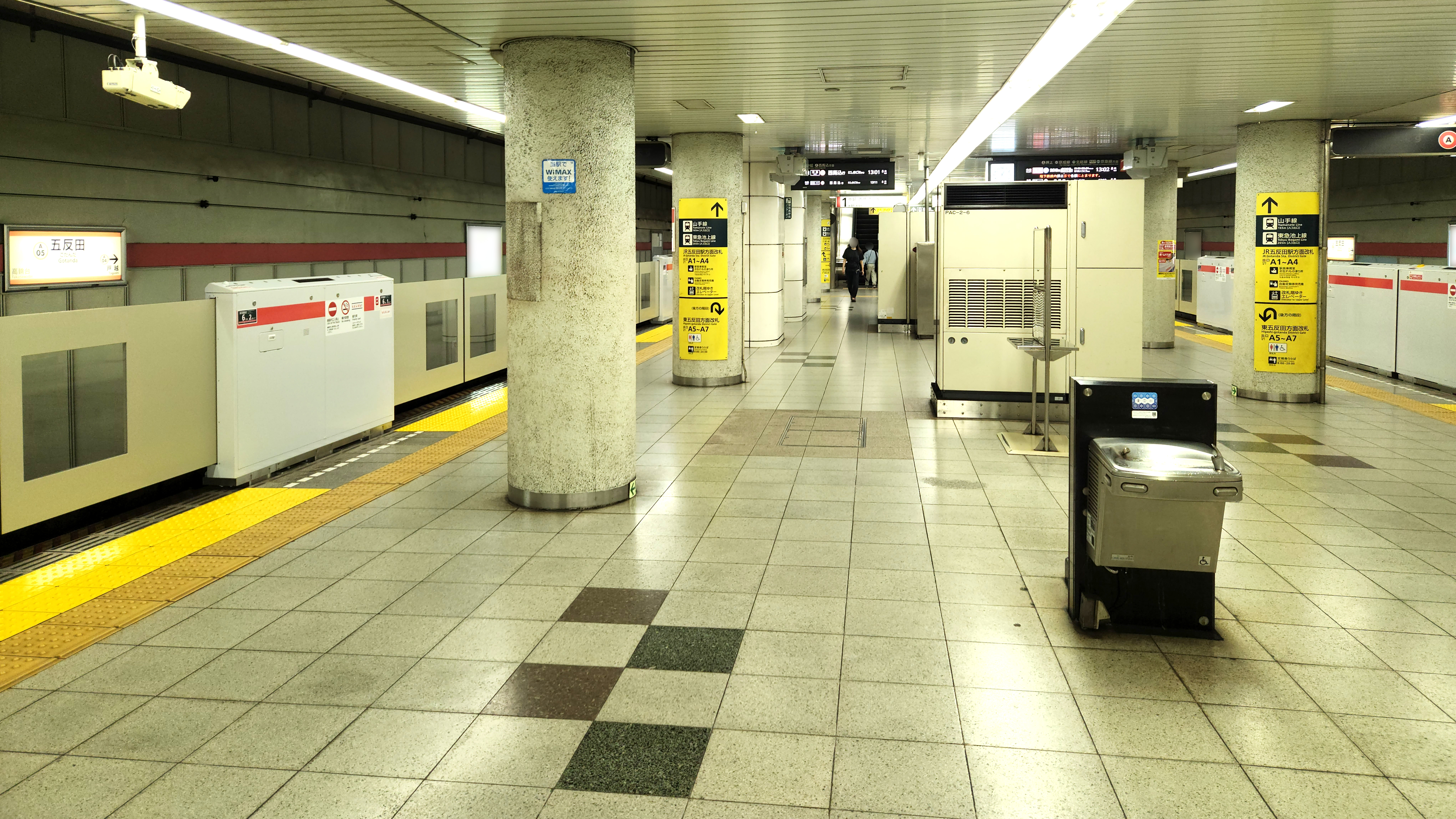
승강장(2023년 8월)

## 역 주변
- 소니 고덴야마 테크놀러지 센터
- 알파인 본사
- 가쿠엔 홀딩스 본사
- 매구로강
- 시나가와 히가시고탄다 우편국
- TOC 빌딩
- 국도 1호선

## 역사
- 1911년 10월 15일: 야마노테 선의 철도역이 영업 개시.
- 1928년 6월 17일: 이케가미 선의 철도역이 영업 개시.
- 1968년 11월 15일: 아사쿠사 선의 철도역이 영업 개시.

## 인접역
| 동일본 여객철도 야마노테 선     | 동일본 여객철도 야마노테 선 | 동일본 여객철도 야마노테 선    |
| ------------------------------- | --------------------------- | ------------------------------ |
| JY 24 오사키 내선 순환          | 야마노테 선                 | JY 22 메구로 외선 순환         |
| 도쿄 급행 전철 이케가미 선      |                             |                                |
| 시·종착역                       | 이케가미 선                 | 오사키히로코지 가마타 방면     |
| 도쿄도 교통국 지하철 아사쿠사선 |                             |                                |
| A04 도고시 니시마고메 방면      | 아사쿠사선                  | A06 다카나와다이 오시아게 방면 |